# Primo viaggio di James Cook
Il primo viaggio di James Cook fu una spedizione combinata tra la Royal Navy e la Royal Society che si svolse tra il 1768 e il 1771 a sud dell'oceano Pacifico a bordo della HMS Endeavour. Il viaggio fu commissionato da re Giorgio III e comandato dal tenente di vascello (lieutenant) James Cook, un giovane ufficiale di marina con competenze in cartografia e matematica: fu il primo di tre viaggi nel Pacifico di cui Cook fu il comandante. Gli obiettivi di questa prima spedizione erano di osservare il transito di Venere del 1769 davanti al Sole (3-4 giugno dello stesso anno) e di cercare le prove dell'esistenza della Terra Australis Incognita o Terra australe sconosciuta, un continente ipotetico sito nell'emisfero australe talvolta indicato come Magellanica.
Partita da Plymouth nell'agosto 1768, la spedizione attraversò l'Atlantico, doppiò Capo Horn e raggiunse Tahiti in tempo per osservare il transito di Venere. Quindi Cook salpò dirigendosi a sud, verso quelle zone di mare allora in gran parte inesplorate, fermandosi presso le isole del Pacifico di Huahine, Raiatea e Bora Bora, con l'intento anche di rivendicarle per la Gran Bretagna come era allora d'uso tra le potenze coloniali europee in concorrenza tra loro; fallì però il tentativo di approdare a Rurutu (allora nota come Oheteroa) dopo averla avvistata. Nel settembre 1769 la spedizione di Cook raggiunse la Nuova Zelanda divenendo il secondo esploratore europeo a visitare l'isola dopo la precedente scoperta da parte di Abel Tasman avvenuta 127 anni prima; Cook e il suo equipaggio trascorsero i successivi sei mesi a tracciare il profilo della costa neozelandese, prima di riprendere il loro viaggio verso ovest. Nell'aprile 1770 divennero i primi europei a raggiungere la costa orientale dell'Australia, approdando sulla riva di quella che oggi è conosciuta come Botany Bay.
La spedizione proseguì dunque verso nord lungo la costa australiana, evitando per poco un disastroso naufragio sulla Grande barriera corallina. Nell'ottobre 1770 l'Endeavour, gravemente danneggiata, entrò nel porto di Batavia, nelle Indie orientali olandesi, dove Cook impose al suo equipaggio di mantenere il segreto circa le terre che avevano scoperto. La nave salpò il 26 dicembre, doppiò il capo di Buona Speranza il 13 marzo 1771 e raggiunse il porto britannico di Deal il 12 luglio, completando un viaggio durato quasi tre anni.

## Concezione della spedizione

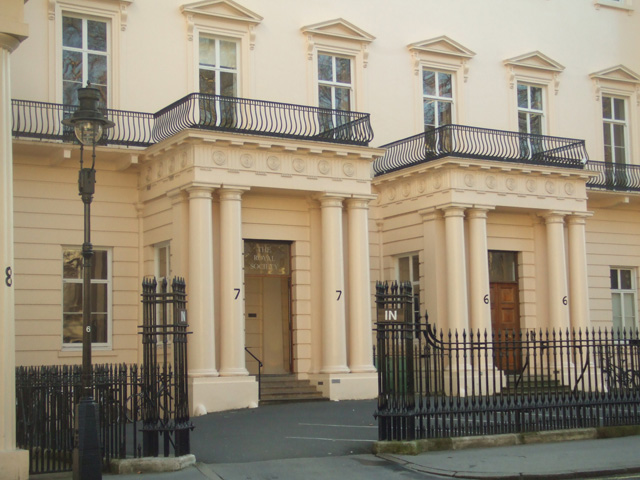
La sede della Royal Society a Londra

Il 16 febbraio 1768 la Royal Society chiese a re Giorgio III del Regno Unito  di finanziare una spedizione scientifica verso l'oceano Pacifico per studiare e osservare il transito di Venere davanti al Sole (previsto per l'anno successivo) e consentire la misurazione della distanza dalla Terra al Sole. La Corona approvò la spedizione e l'Ammiragliato decise di combinare il viaggio scientifico con una missione riservata avente lo scopo di effettuare ricerche nel Pacifico meridionale, a caccia dei segni dell'ipotetico continente Terra Australis incognita. Gli obiettivi della spedizione furono prontamente rivelati dalla stampa britannica: «Il signor Banks, il Dr. Solano e Mr. Green, l'Astronomo, si troveranno a Deal, per imbarcarsi a bordo della Endeavour, comandata dal capitano Cook, per i mari del Sud, sotto la direzione della Royal Society, per osservare il transito di Venere della prossima estate, e per fare esplorazioni a Sud e a Ovest di Capo Horn». Il London Gazetteer fu più esplicito quando riferì il 18 agosto 1768: «I signori, in procinto di navigare tra pochi giorni per George's Land, la nuova isola scoperta nell'oceano Pacifico, con l'intento di osservare il transito di Venere, sono allo stesso modo, come siamo credibilmente informati, volti a tentare alcune nuove scoperte in quel vasto tratto sconosciuto, sopra la latitudine 40». Un altro articolo riportò che «il principale e quasi unico vantaggio nazionale» dell'isola scoperta dal Capitano Wallace, cioè Tahiti, era «la sua situazione [geografica vantaggiosa, ndt] per esplorare la Terra Incognita dell'emisfero australe», e che «L'Endeavour, un Nord-Country Cat, acquistato dal governo e comandato da un Luogotenente della Marina, si sta approvvigionando a Deptford per il Mare del Sud, concepito per essere destinato all'isola appena scoperta».
La Royal Society suggerì che il comando venisse affidato al geografo scozzese Alexander Dalrymple, la cui nomina era subordinata all'ottenimento di un brevetto come capitano nella Royal Navy che lo studioso si affrettò a richiedere. Dalrymple era stato tra i maggiori sostenitori della spedizione che, a suo dire, avrebbe preso contatto con i circa 50 milioni di abitanti stimati del continente meridionale con i quali, avrebbe detto, «al momento non c'era commercio dall'Europa laggiù, anche se le briciole di questa mensa sarebbero sufficienti per mantenere il potere, il dominio e la sovranità della Gran Bretagna, impiegando tutte le sue fabbriche e navi». Tuttavia il primo lord dell'Ammiragliato Edward Hawke si oppose, arrivando a dire che avrebbe preferito tagliarsi la mano destra piuttosto che dare il comando di una nave della Marina a qualcuno non addestrato come marinaio. Tale reazione era dovuta a un precedente episodio di insubordinazione avvenuto a bordo della corvetta HMS Paramour nel 1698, quando gli ufficiali della Marina si rifiutarono di prendere ordini dal comandante civile dottor Edmond Halley. L'impasse fu superata quando l'Ammiragliato propose James Cook, un ufficiale di marina con notevoli conoscenze in matematica e cartografia: gradito a entrambe le parti, Cook fu promosso a tenente di vascello e nominato comandante della spedizione.

## Preparativi e personale a bordo

### La nave, le dotazioni e le provviste

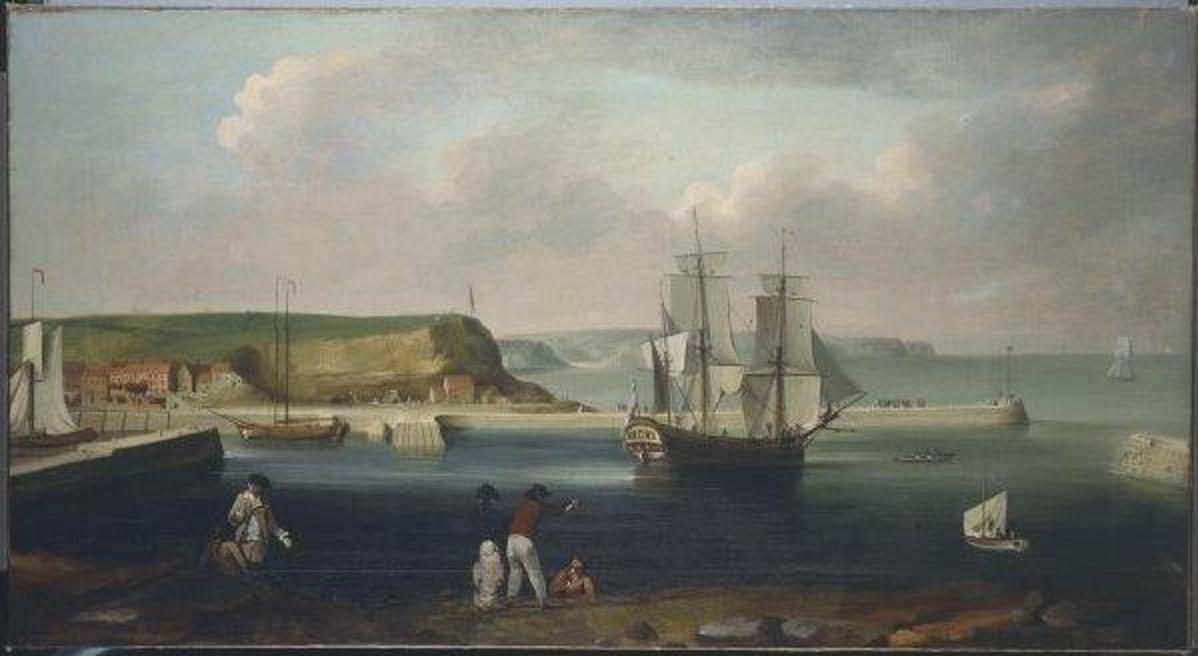
La Earl of Pembroke, successivamente, mentre lascia il porto di Whitby nel 1768. Tela di Thomas Luny, 1790.

La nave scelta dall'Ammiragliato per il viaggio era la carboniera Earl of Pembroke, varata nel giugno 1764 a Whitby, nel North Yorkshire, un porto per il commercio del carbone e la caccia alle balene: era una nave attrezzata e robusta, costruita con una prua ampia e piatta, una poppa quadrata e un lungo corpo scatolare con una profonda stiva, mentre il disegno a fondo piatto la rendeva adatta alla navigazione anche in acque poco profonde e permetteva di tirarla in secca per il carico e lo scarico delle merci, oltre che per le riparazioni sommarie, senza la necessità di un bacino di carenaggio. La sua lunghezza era di 106 piedi (32 metri), la sua larghezza massima di 29 piedi 3 pollici (8,92 metri) e il dislocamento di 36871⁄94 tonnellate.
La Earl of Pembroke fu acquistata dall'Ammiragliato nel maggio 1768 per 2 840 sterline, 10 scellini e 11 penny e salpò con destinazione Deptford sul Tamigi in vista della preparazione per il viaggio. Lo scafo fu impermeabilizzato e calafatato e furono costruiti un terzo ponte interno dotato di cabine, una polveriera e magazzini; vennero altresì fornite una lancia, una pinaccia e una iolla, e inoltre fu dotata di una serie di remi da 28 piedi (8,5 metri) per consentire alla nave la manovra in caso di bonaccia o se fosse stata disalberata. Dopo la messa in servizio ufficiale nella Royal Navy come His Majesty's Bark the Endeavour, la nave fu dotata di dieci cannoni da 4 libbre e dodici cannoni girevoli per la difesa contro eventuali attacchi dei nativi durante l'esplorazione del Pacifico.
La Royal Society fornì gli strumenti necessari per le osservazioni astronomiche, tra cui due telescopi riflettori realizzati dal matematico James Short, due orologi e un quadrante; la dotazione era completata dal telescopio personale di Daniel Carlsson Solander e da un altro telescopio avuto dalla Royal Navy.
Le provviste caricate all'inizio del viaggio includevano 6 000 pezzi di carne di maiale e 4 000 di manzo, 9 tonnellate di pane, 5 tonnellate di farina, 3 tonnellate di crauti, 1 tonnellata di uva passa e diversi quantitativi di formaggio, sale, piselli, olio, zucchero e farina d'avena. La riserva di alcool consisteva in 250 barili di birra, quarantaquattro di acquavite e diciassette di rum.

### Le istruzioni dell'Ammiragliato
Le istruzioni dell'Ammiragliato a Cook erano divise in due sezioni, entrambe contrassegnate come Secret. Il primo documento trattava del viaggio a Tahiti, mentre il secondo trattava l'agenda da seguire dopo il transito di Venere. Lasciata Tahiti, a Cook veniva comandato di navigare direttamente verso sud alla ricerca del sesto continente immaginato da lungo tempo e definito il Continente Meridionale. Successivamente, avrebbe dovuto virare a ovest verso la Nuova Zelanda, da dove sarebbe stato libero di scegliere la sua rotta di ritorno. Le istruzioni dell'Ammiragliato non menzionano mai il quinto continente, a quel tempo mappato solo a metà, noto ancora come New Holland (come l'Australia era conosciuta nel diciottesimo secolo).

### L'equipaggio

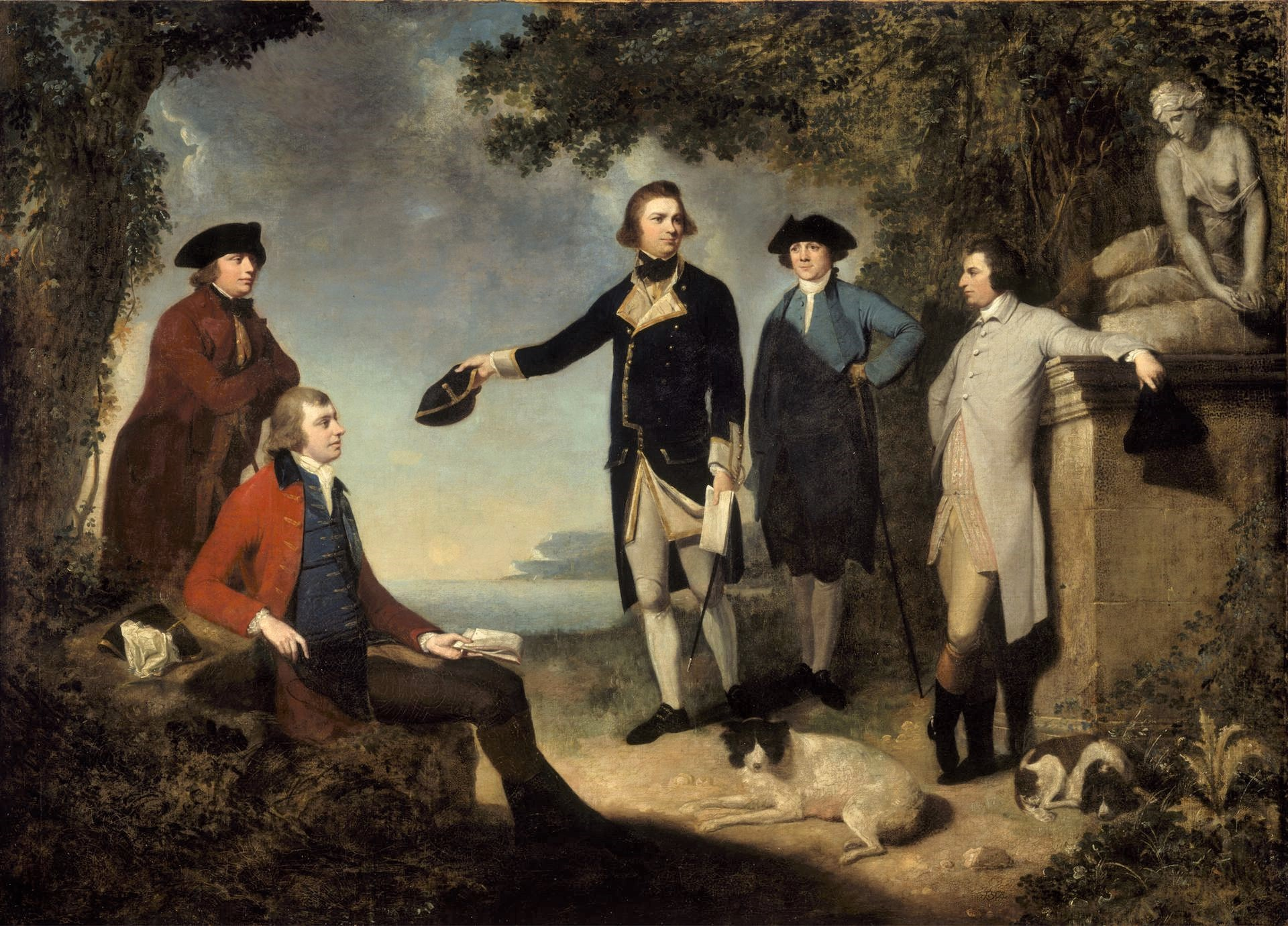
Da destra, Lord Sandwich, John Hawkesworth, James Cook, Daniel Solander e, seduto, Joseph Banks

Il 30 luglio 1768 il Ministero della Marina autorizzò per il viaggio un equipaggio di settantatré marinai e dodici Royal Marines. Il comando fu assegnato al quarantenne tenente James Cook, il cui secondo ufficiale era Zachary Hickes, un ventinovenne di Stepney con una precedente esperienza di vice-comandante della HMS Hornet, un cutter da sedici cannoni. Il terzo ufficiale era John Gore, un veterano della Marina che aveva già compiuto per ben due volte la circumnavigazione del mondo servendo come master's mate a bordo della HMS Dolphin capitanata la prima volta da John Byron e la seconda da Samuel Wallis.
Altri componenti importanti della spedizione furono l'astronomo ufficiale Charles Green, in precedenza assistente dell'Astronomo reale Nevil Maskelyne che lo raccomandò personalmente per la spedizione di Cook, e Joseph Banks, nominato botanico ufficiale. Banks ingaggiò altri sette uomini per collaborare con lui: il già citato naturalista svedese Daniel Carlsson Solander, il naturalista finlandese Herman Spöring, due artisti, un segretario scientifico e due servi neri della sua tenuta.

## Il viaggio di esplorazione

### Tahiti: l'osservazione del transito di Venere

Animazione del tragitto approssimativo nel Pacifico del primo viaggio di Cook

La Endeavour salpò da Plymouth il 26 agosto 1768 portando con sé novantaquattro uomini e provviste per diciotto mesi. Il 13 novembre raggiunse il porto di Rio de Janeiro per le usuali riparazioni e ricostituire le forniture e le provviste di bordo; durante la sosta il tenente Hickes fu coinvolto in un paio di incidenti con le autorità portoghesi. La nave riprese quindi il viaggio, doppiò Capo Horn e continuò verso ovest attraverso il Pacifico per arrivare il 13 aprile 1769 a Tahiti, il sito scelto per le osservazioni, qui fecero amicizia con il sacerdote nonché esperto navigatore indigeno di nome Tupaia che verrà assunto come esperto e che produrrà una mappa delle isole durante il viaggio. Il transito era previsto per il 3 giugno e, nel frattempo, Cook commissionò la costruzione di un piccolo forte-osservatorio (subito battezzato Fort Venus e oggi conosciuto come Point Venus) su una piccola penisola sabbiosa a nord-est di Matavai Bay.
Lo scopo primario della osservazione era di ottenere misurazioni che potessero essere utilizzate per calcolare con maggiore precisione la distanza di Venere dal Sole; se si fosse riusciti in questo intento, si sarebbero di conseguenza potute calcolare le distanze degli altri pianeti sulla base delle loro orbite. Il giorno del transito il cielo era limpido e osservazioni indipendenti furono effettuate da James Cook, dall'astronomo ufficiale Green e da Solander ognuno con i propri telescopi.
Gli osservatori si disposero per registrare il transito nelle quattro fasi del passaggio di Venere sul disco solare. La prima fase era quella in cui Venere iniziava a "toccare" il bordo esterno del Sole; nella seconda fase, Venere era completamente all'interno dell'astro, ma "toccava" ancora il bordo esterno; nella terza fase, Venere attraversava il Sole, era ancora completamente all'interno del disco, ma "toccava" il bordo opposto. Infine, nella quarta fase, Venere era completamente fuori dal Sole, ma "toccava" ancora il suo bordo esterno.

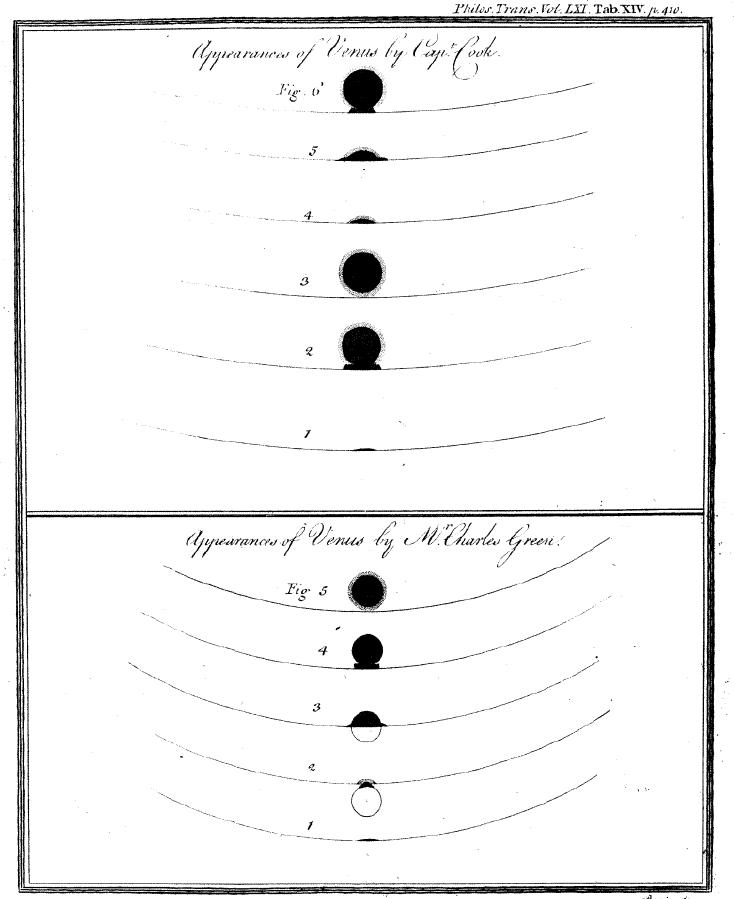
Schizzi del transito di Venere del capitano James Cook e dell'astronomo Charles Green, che mostrano l'effetto Black Drop. Si osservino le differenze tra i due disegni.

Il giorno dell'osservazione del transito, Cook riportava:
(James Cook)
Purtroppo, le misurazioni separate di Green, Cook e Solander variarono oltre il margine di errore previsto: la loro strumentazione era adeguata per gli standard del tempo, ma la risoluzione ancora non riusciva a eliminare tutti gli errori e, quando i loro risultati furono successivamente confrontati con quelli delle altre osservazioni dello stesso evento fatte altrove per lo stesso scopo, il risultato finale non fu così conclusivo come si era sperato. Oggi si pensa che le difficoltà fossero da mettere in relazione all'effetto Black Drop, un fenomeno ottico oggi ben noto e che avrebbe precluso una misurazione accurata - in particolare con gli strumenti utilizzati da Cook, Green e Solander.
Durante i suoi viaggi, Cook e i suoi equipaggi sperimentarono costantemente buone relazioni con i tahitiani e fecero ritorno in queste isole in parecchie occasioni, attratti dalla socievolezza e dalla ospitalità manifestate dagli abitanti. Già al primo arrivo Cook aveva stabilito delle ferree regole di comportamento, tra le quali:
(James Cook)

### La Nuova Zelanda

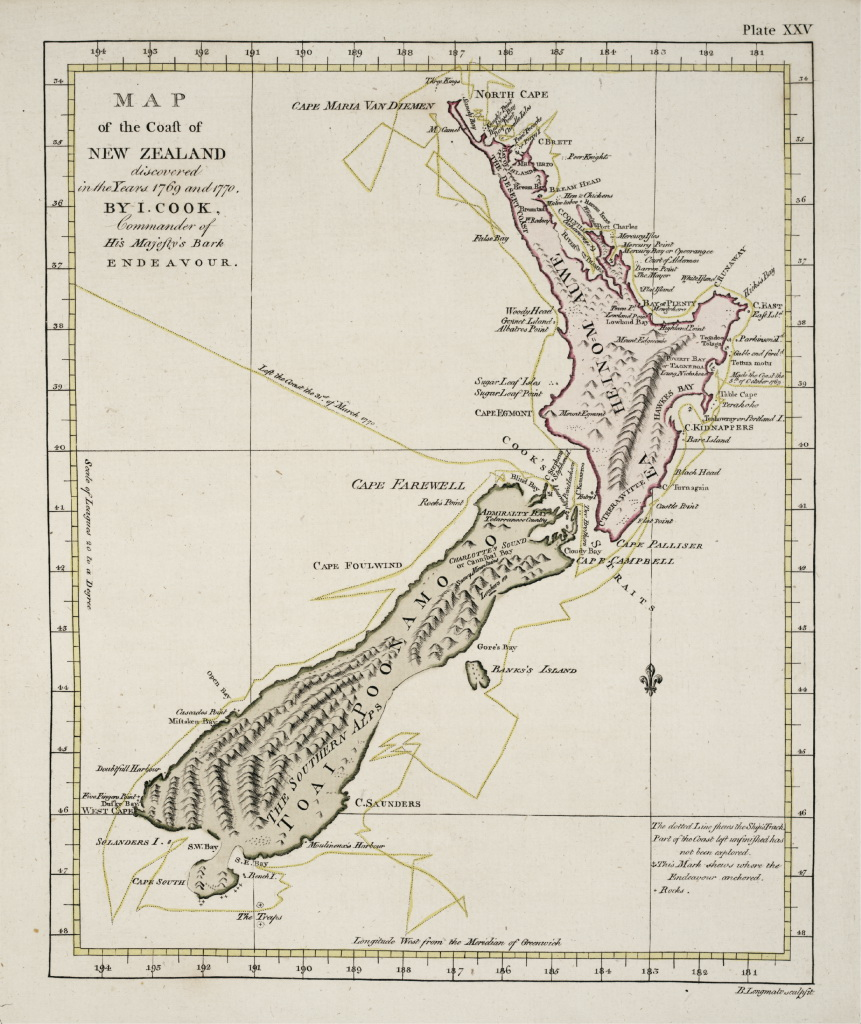
Mappa di Cook della Nuova Zelanda

Una volta che le osservazioni furono completate, Cook aprì gli ordini sigillati per la seconda parte del suo viaggio: cercare nel Pacifico del Sud i segni del ricco ma ipotetico continente meridionale della Terra Australis, su istruzioni aggiuntive dell'Ammiragliato.
La Royal Society e in particolare Alexander Dalrymple, geografo e idrografo dell'Ammiragliato britannico, credevano che la terra dovesse esistere e che la migliore occasione per la Gran Bretagna di scoprirla e reclamarne le favolose ricchezze, in anticipo su qualsiasi altra potenza europea, consistesse nell'utilizzare come copertura proprio la missione di Cook, che oltretutto utilizzava una nave piccola e poco appariscente come la Endeavour.
Cook stesso, però, aveva forti dubbi sulla reale esistenza del continente. Con l'aiuto di un tahitiano chiamato Tupaia, forte di una vasta conoscenza della geografia del Pacifico, Cook raggiunse la Nuova Zelanda il 6 ottobre 1769: l'equipaggio divenne così il secondo gruppo di europei a riuscire nell'impresa già compiuta da Abel Tasman più di un secolo prima, nel 1642. Circa un mese dopo, il 9 novembre, il master's mate John Gore divenne la prima persona registrata della spedizione a sparare e a uccidere, pare per un banale alterco per un pezzo di stoffa, un uomo di origine Maori. Cook mappò l'intero litorale della Nuova Zelanda, facendo solo alcuni piccoli errori (come scambiare la Penisola di Banks per un'isola e ritenere invece che l'isola Stewart o Rakiura fosse una penisola dell'Isola Sud).

#### Lo stretto di Cook
Il 22 gennaio 1770 Cook scalò il picco Kaitapeha sull'isola di Arapawa e identificò e nominò anche lo stretto di Cook, che separa l'Isola del Nord dall'Isola del Sud e che Tasman non aveva avvistato, sebbene nel 1642 avesse intuito l'esistenza di un passaggio. L'esistenza dello stretto dimostrò che la Nuova Zelanda era un arcipelago e non faceva parte del continente meridionale immaginato.

#### Lo stretto di Foveaux

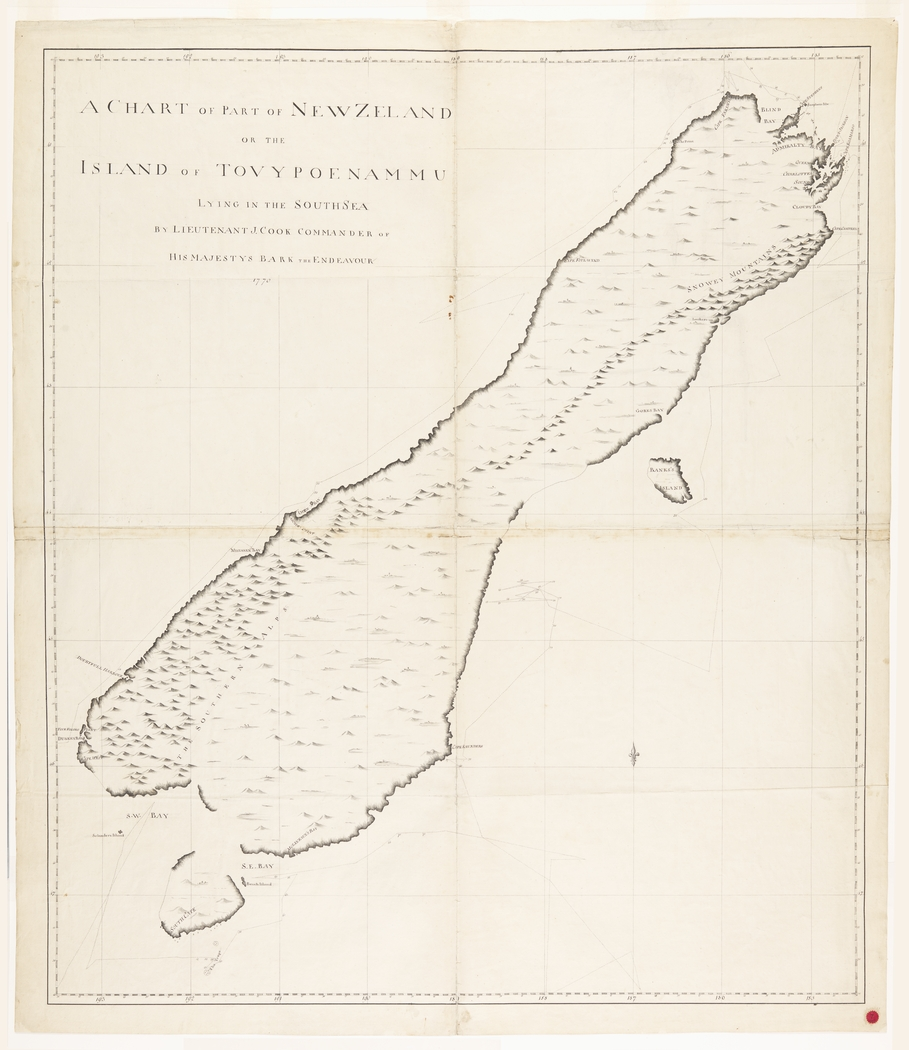
Carta nautica manoscritta dell'Isola del Sud della Nuova Zelanda preparata durante il primo viaggio di James Cook, 1768-1771

Secondo le ipotesi di alcuni studiosi, nel marzo 1770 Cook, contrariamente a quanto annotato sul giornale di bordo riguardo all'isola Akiura disegnata come una penisola, aveva in realtà avvistato lo stretto di Foveaux durante la circumnavigazione dell'Isola del Sud, ma decise di nasconderlo. L'Ammiragliato aveva infatti impartito le consuete istruzioni per nascondere scoperte strategicamente importanti che avessero potuto avvantaggiare potenze ostili come la Francia, come l'esistenza di isole al largo. Di conseguenza Cook avrebbe modificato sia i suoi diari sia le mappe in modo da rappresentare Akiura come una penisola.

#### Missione compiuta
Il 31 marzo 1770 egli scrisse sul suo giornale di bordo che il viaggio della Endeavour «doveva consentire la confutazione della maggior parte, se non di tutti, degli argomenti e delle prove che erano stati avanzati da diversi autori per dimostrare l'esistenza di un continente australe; intendo a Nord di 40 gradi Sud, per quello che riguarda a Sud di tale latitudine non saprei dire».
Lo stesso giorno registrò la sua decisione d'impostare una rotta per tornare a casa, seguendo una via ancora sconosciuta lungo la costa orientale della "Nuova Olanda" (come veniva ancora chiamata allora l'Australia):
(James Cook)
Un viaggio per esplorare la costa orientale della Nuova Olanda in vista di una colonizzazione britannica del paese, era stato raccomandato nelle edizioni di John Campbell del trattato di John Harris Navigantium atque Itinerantium Bibliotheca, or Voyages and Travels (1744-1748 e 1764), un libro che Cook aveva con sé sull'Endeavour:
(John Harris)

### La costa australiana

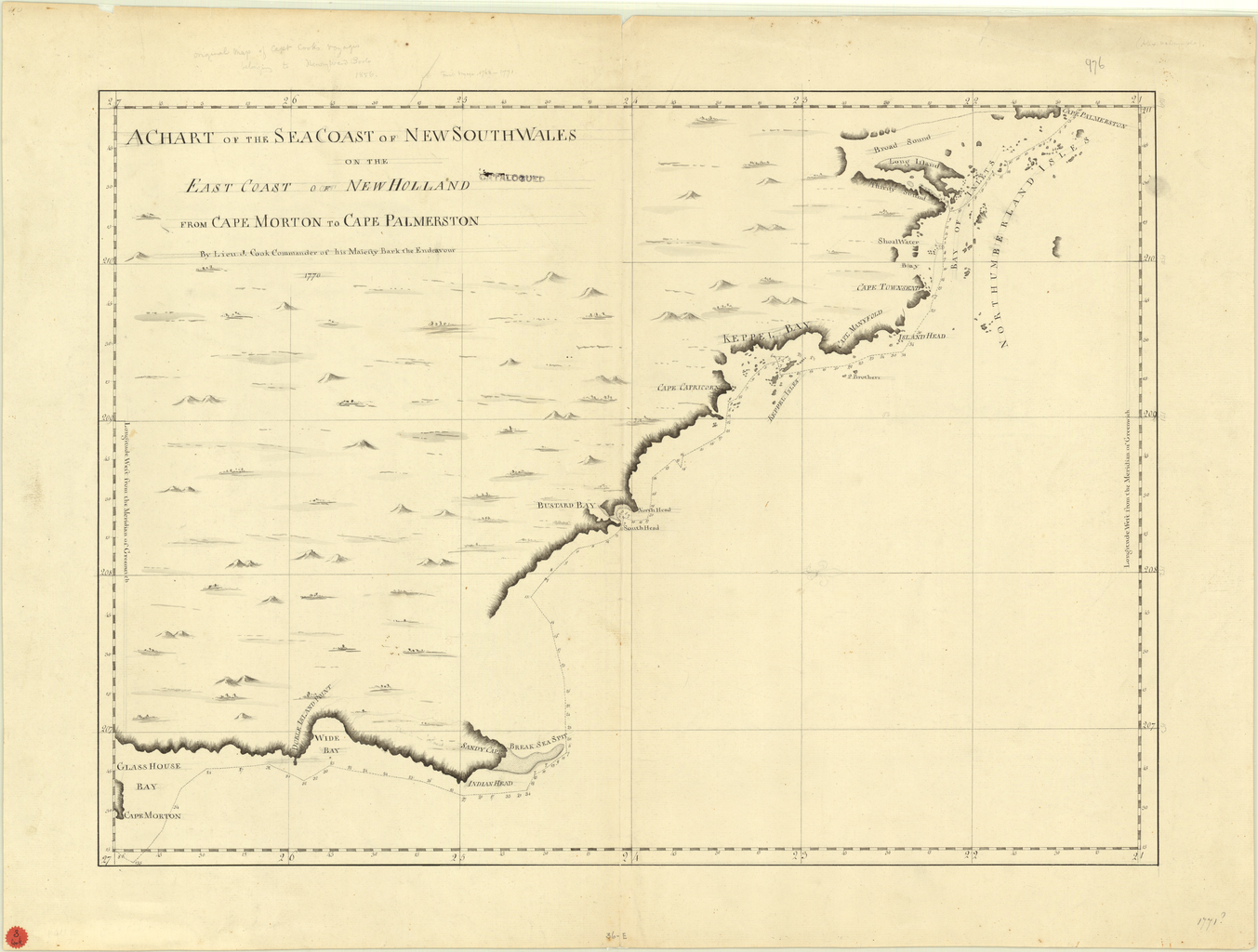
Mappa di Cook del 1771 con uno dei primi tracciati della linea della costa orientale australiana

Cook impostò quindi la rotta verso ovest con l'intenzione di trovare la Terra di Van Diemen (l'attuale Tasmania, avvistata da Tasman) per stabilire se essa facesse o no parte del leggendario continente meridionale. Tuttavia la Endeavour fu costretta a mantenere una rotta più settentrionale a causa di venti prevalenti e navigò in avanti fino a quando un pomeriggio fu avvistata terra, che Cook chiamò Point Hicks. Egli calcolò correttamente che la Terra di Van Diemen dovesse trovarsi più a sud della loro posizione, ma avendo trovato che la costa continuava verso una linea sud-ovest, registrò il suo dubbio che questa massa di terra appena incontrata fosse a essa collegata. Il punto di approdo si trovava sulla costa sud-orientale del continente australiano e così facendo la sua spedizione diventò la prima registrata in cui degli europei avevano incontrato la sua costa orientale. Cook riportò l'evento così:
(James Cook)
Il giornale di bordo registrò che la terra fu avvistata alle ore 06:00 di giovedì 19 aprile 1770; il registro di Cook utilizzava però la data nautica che, nel corso del XVIII secolo, assegnava la stessa data a tutti gli eventi occorsi sulle navi inglesi da mezzogiorno al mezzogiorno successivo indipendentemente da dove si trovassero, iniziando dalle ore pomeridiane e finendo con quelle antimeridiane: quella data nautica era cominciata quindi dodici ore prima dell'inizio della mezzanotte della data definita civile. Inoltre, Cook solitamente nei suoi diari non provvedeva a regolare la sua data nautica per tenere conto della circumnavigazione del globo fino a che non completava il suo viaggio di 360° rispetto alla longitudine del porto britannico in patria, che viaggiasse sia verso est sia verso ovest. Poiché aveva viaggiato a ovest nel suo primo viaggio, questa data nautica antimeridiana era la mattina di una data civile di quattordici ore precedenti rispetto al suo porto di partenza ("porto-14 h") perché non aveva tenuto conto del necessario cambio di data, non ancora istituito per convenzione. Visto che oggi l'ora locale della costa sud-orientale dell'Australia è considerata dieci ore avanti rispetto a quella della Gran Bretagna, tale data viene ora indicata come venerdì 20 aprile.
La zona di questo avvistamento è generalmente reputata essere un punto a metà strada tra le odierne città di Orbost e Mallacoota sulla costa sud-orientale dello Stato di Victoria. Un rilievo svolto nel 1843 ignorò o comunque trascurò la precedente denominazione data da Cook al punto, dandogli il nome di Cape Everard. In occasione del 200º anniversario dell'avvistamento, il nome fu cambiato ufficialmente e ritornò a essere Point Hicks, come già riportato sulla lapide eretta dal governo dello Stato di Victoria nel 1924.

#### Lo stretto di Bass
Prima di lasciare l'Inghilterra, Cook aveva studiato le vecchie mappe olandesi ed era abbastanza sicuro che Abel Tasman avesse già scoperto nel 1642 che la terra di Van Diemen fosse un'isola separata dalla terraferma continentale da quello che oggi è noto come stretto di Bass. Secondo studi del XX secolo Cook, idrografo pieno di talento e diligente, probabilmente ipotizzò rapidamente la probabilità che ci fosse uno stretto. Ancora una volta però, Cook dovette ricordare le abituali istruzioni verbali ricevute dall'Ammiragliato per nascondere scoperte strategicamente importanti che avrebbero potuto diventare rischiose per la sicurezza, come quelle di isole in mare aperto dalle quali sarebbero potute partire operazioni organizzate da una potenza ostile.
Di conseguenza, come già avvenuto dopo la probabile identificazione dello stretto di Foveaux, nel suo diario il capitano camuffò la sua scoperta con una sorta di indovinello e sulle sue carte disegnò una cortina dissimulando il canale disegnando una falsa linea di costa fino a un probabilmente inventato Point Hicks. Lo stratagemma di Cook funzionò tanto che l'insularità della Tasmania fu dissimulata per altri tre decenni.

#### Botany Bay

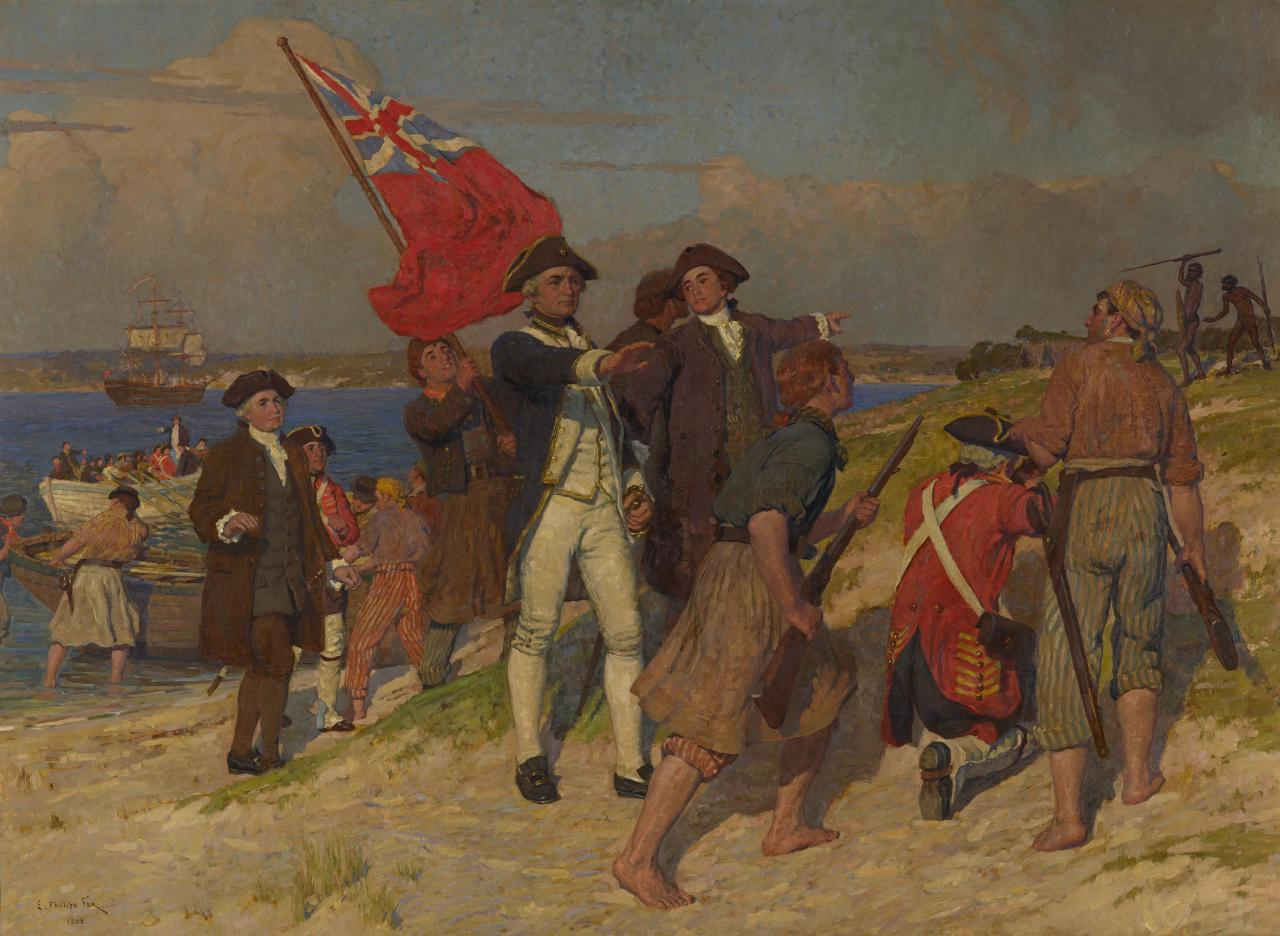
Quadro del 1902 di Emanuel Phillips Fox, Sbarco del Capitano Cook a Botany Bay, 1770

La Endeavour proseguì verso nord lungo la costa mantenendo sempre la terraferma in vista, permettendo a Cook di disegnarne il profilo e nominarne i punti di riferimento a terra man mano che venivano oltrepassati.
Il 23 aprile la spedizione riportò la prima osservazione registrata degli aborigeni australiani a Brush Island, vicino a Bawley Point (oggi nel Nuovo Galles del Sud) e Cook annotò nel suo diario:
(James Cook)

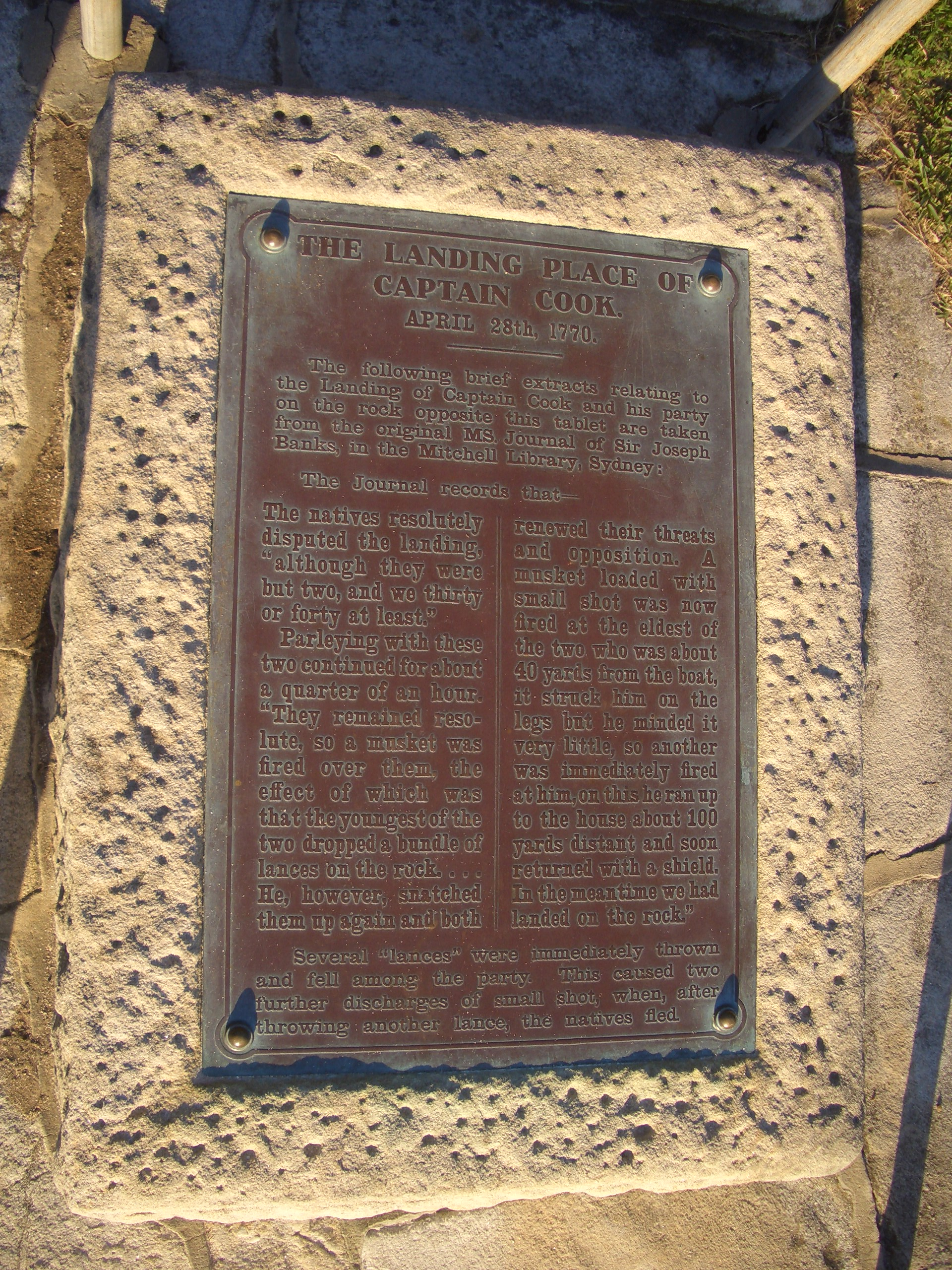
Targa commemorativa dello sbarco di Cook a Kurnell, Nuovo Galles del Sud

Poco meno di una settimana dopo la Endeavour si imbatté in un'insenatura ampia ma poco profonda e, una volta entrata, si ormeggiò di fronte a un basso promontorio preceduto da dune di sabbia; James Cook e l'equipaggio fecero il loro primo sbarco sul continente in un luogo oggi conosciuto come Botany Bay, sulla Penisola di Kurnell, e il 29 aprile ebbero contatti di natura ostile con gli aborigeni Gweagal. In un primo momento Cook assegnò alla baia il nome di Sting-Ray Harbour per le numerose razze (in inglese dette sting ray) che vi trovarono e pescarono in abbondanza; questo poi fu cambiato in Botanist Bay e infine in Botany Bay, dopo il recupero di esemplari vegetali unici e sconosciuti recuperati dai botanici Joseph Banks, Daniel Solander e Herman Spöring.
Questo primo sito di approdo fu più tardi caldeggiato (in particolare da Joseph Banks) come un candidato adatto per introdurvi un primo insediamento e un avamposto coloniale britannici; tuttavia quando quasi diciotto anni dopo, nei primi mesi del 1788, il capitano Arthur Phillip e la Prima Flotta arrivarono per stabilire un avamposto e una colonia penale, constatarono che la baia e la terraferma che la circondava non erano all'altezza del quadro promettente che era stato dipinto da Cook. Phillip diede perciò l'ordine di trasferirsi in un porto a pochi chilometri più a nord, che Cook aveva chiamato Port Jackson senza esplorarlo: fu in questo porto, in un luogo che il capitano Phillip chiamò Sydney Cove, che fu stabilito l'insediamento di Sydney, che ancora per qualche tempo fu denominato in maniera generica Botany Bay. I membri scientifici della spedizione avviarono quindi la prima documentazione scientifica europea della fauna e della flora australiana.

Il primo contatto con gli indigeni Gweagal

Il primo sbarco di Cook, avvenuto entrando nella baia con le scialuppe, costituì il primo contatto ravvicinato degli europei con gli aborigeni australiani, che si trovavano su entrambi i promontori e furono da lui descritti "di media statura, asciutti, con la pelle color del legno o cioccolato". Verso le 14:00 gettarono l'ancora nei pressi di un gruppo di sei-otto capanne: due aborigeni, un giovane e un uomo più anziano, si avvicinarono alle barche brandendo minacciosamente le loro lance e ignorando i doni di Cook. Egli ordinò infine di respingerli a colpi di moschetto che ferirono l'uomo più anziano; i due tornarono poco dopo con altri compagni e ne nacque una scaramuccia a colpi di moschetto e tiri di lance. Gli adulti infine si ritirarono, ma Cook trovò diversi bambini aborigeni nelle capanne e lasciò loro alcune perline come gesto di amicizia. Annotò più tardi nel suo diario: «I fili di perline regalati ieri sera ai bambini li abbiamo trovati per terra, i nativi devono aver avuto paura di prenderli» (diario di bordo - 29 aprile 1770), un comportamento forse dettato da paura o diffidenza verso stranieri con volti, abiti e armi mai visti prima. Le pratiche del commercio degli aborigeni erano basate sul dono e su relazioni di fiducia: molto probabilmente i fili di perline vennero rifiutati perché gli aborigeni non volevano compromettersi né avere obblighi di alcuna natura con gli sconosciuti e apparentemente ostili uomini bianchi.
Il giorno successivo Cook affidò a Hickes il comando delle squadre a riva, con la responsabilità di raccogliere acqua e legna per rifornire la nave. Con questo incarico Hickes ebbe il primo contatto prolungato e più o meno pacifico della spedizione con gli aborigeni, quando più di una dozzina di questi si raccolsero sulla spiaggia a osservare i suoi uomini mentre facevano rifornimento di acqua. Cook rilevò nel suo diario che "il signor Hickes ha fatto tutto quanto in suo potere per invogliarli ad avvicinarsi a lui, offrendo loro regali e ospitalità, ma senza alcun esito, tutto quello che sembravano volere era che noi ce ne andassimo". Tuttavia Hickes insistette, interagendo abbastanza nei giorni successivi da riuscire a interpretare qualche parola della lingua indigena.

#### Endeavour river

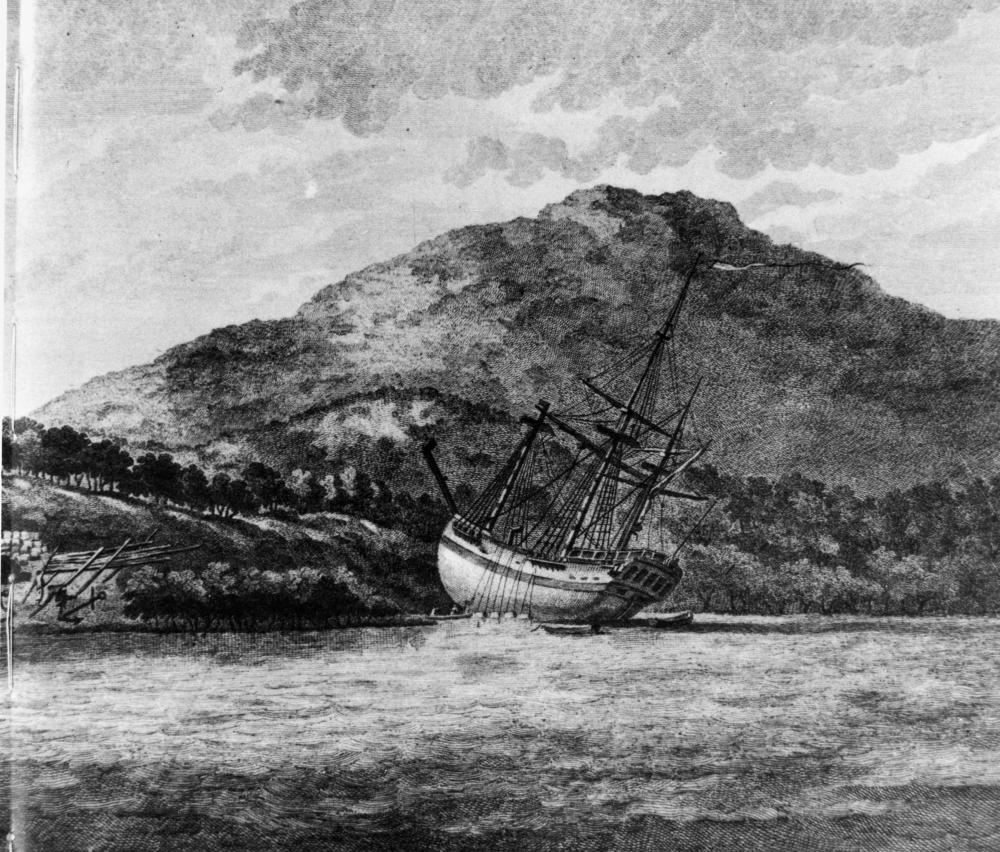
L'Endeavour arenata a seguito della collisione con la Grande barriera corallina, disegno di Sydney Parkinson

Canguro, dipinto di George Stubbs del 1772 su commissione di Joseph Banks

Cook proseguì verso nord continuando a tracciare grafici lungo la costa. Si fermò a Bustard Head il 24 maggio 1770 dove con Banks e altri prese terra. L'11 giugno 1770 si verificò un incidente e la Endeavour si arenò su un banco della Grande barriera corallina: la nave rimase gravemente danneggiata e il suo viaggio subì un ritardo di quasi sette settimane mentre venivano effettuate le riparazioni sulla spiaggia vicino a quelle che sono oggi le banchine della moderna Cooktown, alla foce di un ampio corso d'acqua che Cook chiamò Endeavour River. Mentre si trovavano lì, Joseph Banks, Herman Spöring e Daniel Solander fecero le loro prime importanti raccolte di flora australiana. Nel frattempo gli incontri dell'equipaggio con gli aborigeni locali si mantenevano di natura principalmente pacifica; grazie ai contatti con il gruppo qui incontrato il nome kangaroo entrò ufficialmente nella lingua inglese: proveniva dalla parola in linguaggio locale Guugu Yimidhirr gangurru (pronunciata ɡ̊aŋuru) per una varietà di canguro grigio. La diffusa credenza che kangaroo significasse "non capisco", risposta nella lingua aborigena a una domanda posta in inglese, è soltanto una leggenda. Nell'occasione John Gore divenne famoso come la prima persona a uccidere un canguro con un'arma da fuoco (pare per la ricerca scientifica), come registrato da Sir Joseph Banks sul giornale della Endeavour il 14 luglio 1770.

#### Possession Island
Una volta che le riparazioni furono completate, il 5 agosto il viaggio proseguì passando per il punto più settentrionale della Penisola di Capo York e quindi navigando attraverso lo stretto di Torres tra Australia e Nuova Guinea, percorso da Luis Váez de Torres nel 1606. Dopo aver doppiato il capo, il 22 agosto Cook sbarcò su un isolotto montuoso, Possession Island, dove innalzò la bandiera del Regno Unito e rivendicò tutta la costa che aveva appena esplorato (in seguito denominata Nuovo Galles del Sud) per la Corona britannica e re Giorgio III. Egli scrisse sul suo diario:
(James Cook)

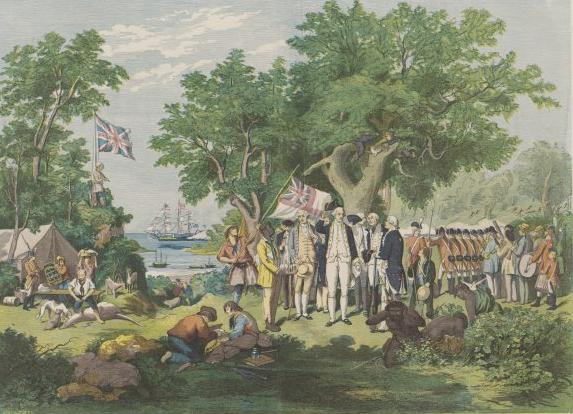
James Cook rivendica Possession Island

Superando lo stretto di Torres dopo Capo York, Cook mise fine a tutte le congetture che volevano che la Nuova Olanda e la Nuova Guinea facessero parte della stessa massa di terra.

### Prevenzione dello scorbuto
A quel punto del viaggio Cook non aveva perso un solo uomo per scorbuto, una malattia causata dalla carenza di acido ascorbico (vitamina C) nella dieta alimentare dei marinai imbarcati e uno dei flagelli capaci, anche nel XVIII secolo, di sterminare in pochi giorni interi equipaggi impegnati in spedizioni e viaggi di lungo corso: aderendo alla politica della Royal Navy introdotta nel 1747, Cook convinse i suoi uomini a integrare la loro dieta con alimenti come agrumi e crauti. A quel tempo era noto che una dieta "povera" provocasse lo scorbuto, ma la causa scatenante non era ancora stata individuata né scoperta. James Cook si basò sulle proprie esperienze e fu in grado di focalizzare i pericoli principali prevenendoli, pur non essendo specificatamente consapevole che una carenza di vitamina C fosse la causa della malattia. Doveva però molto probabilmente essere a conoscenza degli studi di James Lind, in particolare A treatise of the scurvy del 1753, che lo studioso scozzese sebbene quasi ignorato aveva già sottoposto all'Ammiragliato.

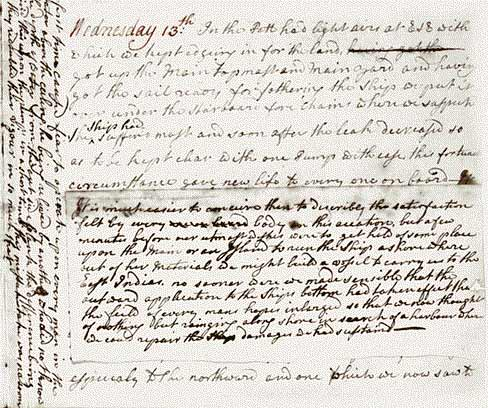
Una pagina del giornale di bordo redatto dal capitano Cook

I marinai del tempo erano notoriamente refrattari a ogni innovazione e, in un primo momento, gli uomini si rifiutarono di mangiare i crauti. Cook utilizzò un «metodo che mai una volta sapevo avesse fallito con i marinai»: ordinò che i crauti fossero serviti a sé stesso e agli ufficiali lasciando all'equipaggio la scelta di mangiarli o meno; entro una settimana gli uomini, vedendo i loro superiori dare un così grande valore a questo cibo, fecero pervenire una domanda tanto alta che si dovette istituire un razionamento. In altri casi, tuttavia, Cook fu costretto a ricorrere alla tradizionale e dura disciplina navale: «Puniti i marinai Henry Stephens e Thomas Dunster con dodici frustate ciascuno per aver rifiutato di prendere la loro razione di carne bovina fresca». L'approccio generale di Cook era essenzialmente empirico e favoriva la più ampia dieta che le circostanze permettessero e la raccolta di quelle verdure che potevano essere recuperate a ogni sbarco. Tutti a bordo mangiavano lo stesso cibo e Cook s'impegnò sempre a suddividere equamente qualsiasi alimento, raccomandando inoltre questa pratica a ogni altro comandante (diario di bordo, 4 agosto, 1770).
Si verificarono solo due casi di scorbuto che colpirono l'astronomo Charles Green e il navigatore tahitiano Tupaia, ma Cook fu in grado di registrare con orgoglio che al momento dell'approdo a Batavia, sull'isola di Giava, non aveva «un solo uomo sulla lista dei malati» (diario di bordo, 15 ottobre 1770), a differenza di tante altre navi che normalmente raggiungevano quel porto con gran parte dell'equipaggio debilitato dallo scorbuto.

## Il viaggio di ritorno

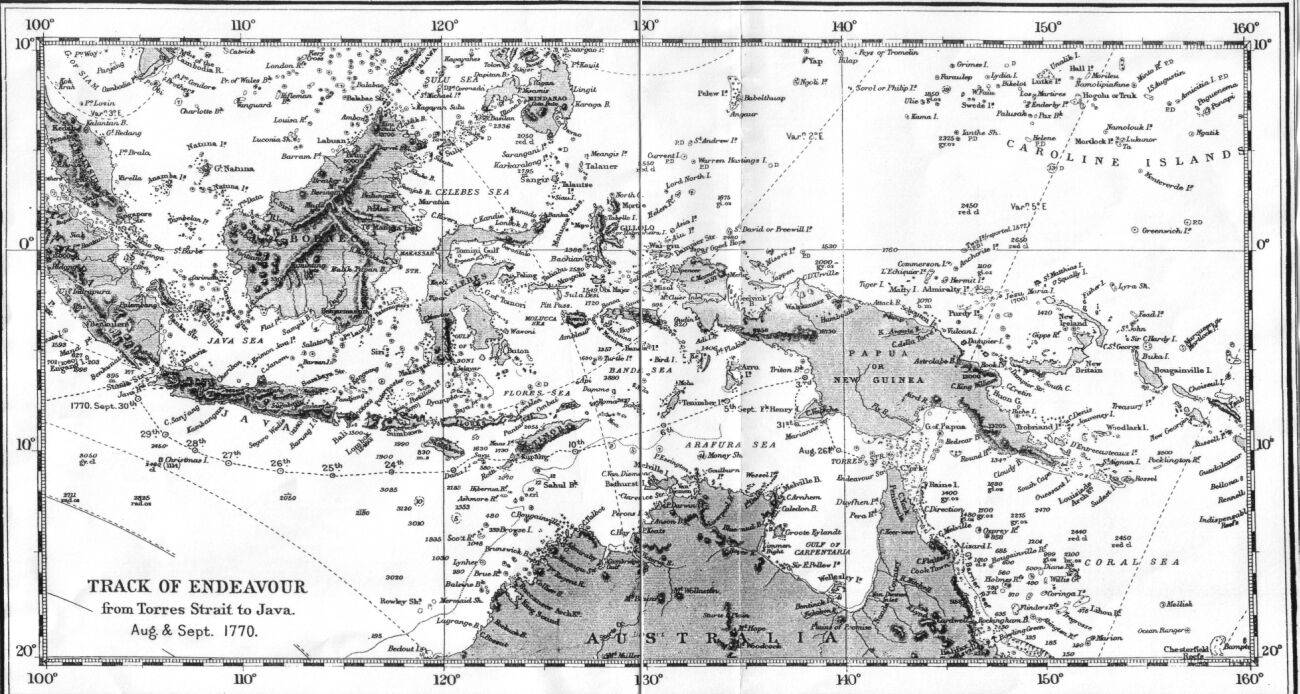
Rotta della Endeavour dallo stretto di Torres a Giava, agosto e settembre 1770

L'Endeavour si diresse poi all'isola di Savu, dove fece tappa per tre giorni. Durante la fermata, il capitano Cook confiscò i libri, i giornali e i diari di bordo per mantenere segreti i viaggi e le scoperte della Endeavour; a tale scopo ordinò a tutti di tacere a proposito delle esplorazioni fatte. Il 10 ottobre la nave raggiunse Batavia, capitale della Indie orientali olandesi, per essere messa in riparazione. La città era nota per le sue pessime condizioni igieniche e aveva fama di ricettacolo di epidemie: prima del loro ritorno a casa nel 1771, molti uomini dell'equipaggio perirono per malattia, malaria e dissenteria, tra cui il tahitiano Tupaia, il segretario finlandese Herman Spöring, l'astronomo Charles Green e l'illustratore Sydney Parkinson (diari di bordo - tra il novembre 1770 e il gennaio 1771). Per onorare Herman Spöring e il lavoro da questi svolto durante il viaggio, Cook denominò Spöring Island un isolotto al largo della costa della Nuova Zelanda. Il 26 maggio si spense anche il tenente Hicks, il secondo di Cook: nel suo diario il capitano riporta che il giovane era probabilmente già malato alla partenza dall'Inghilterra.
Cook doppiò quindi il capo di Buona Speranza e si fermò a Sant'Elena. Il 10 luglio 1771 Nicholas Young, il ragazzo che per primo aveva visto la Nuova Zelanda (diario di bordo, 11 ottobre 1769), fu nuovamente il primo ad avvistare l'Inghilterra (in particolare la Penisola di Lizard) e la Endeavour risalì La Manica, passando per Beachy Head alle 06:00 del 12 luglio; quel pomeriggio gettò l'ancora nei Downs, nei pressi di Deal, dove Cook sbarcò con l'intenzione di dirigersi a Londra.
L'equipaggio superstite della Endeavour aveva circumnavigato il globo, catalogato migliaia di specie di piante, insetti e animali, incontrato nuove etnie e perlustrato enormi continenti. Alla fine l'osservazione del transito di Venere, distorta dall'effetto black drop e considerata in patria un insuccesso, sarebbe rimasta solo una piccolissima parte del primo viaggio di Cook e non certo la più importante. Era stata un'avventura epica.

## La pubblicazione dei giornali di bordo

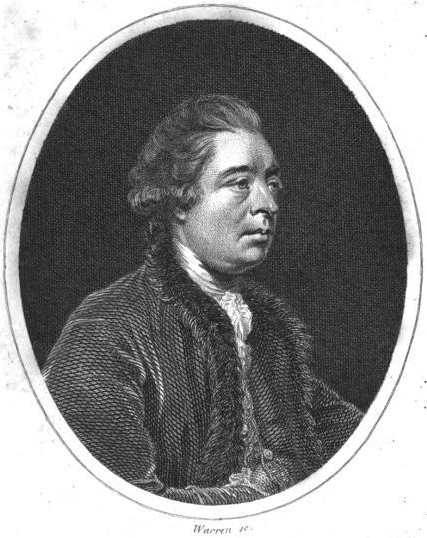
Il saggista inglese John Hawkesworth

In patria i diari di Cook e di Banks furono consegnati all'Ammiragliato per essere pubblicati. Lord Sandwich ingaggiò per 6 000 sterline John Hawkesworth, un critico letterario, saggista e direttore della rivista The Gentleman's Magazine, per pubblicare un resoconto completo dell'esplorazione nel Pacifico non solo delle imprese di Cook, ma anche dei viaggi intrapresi da Samuel Wallis, John Byron e Philip Carteret. Hawkesworth pubblicò i diari di Byron, Wallis e Carteret in capitoli separati nello stesso Volume I. Nel Volume II, invece, sovrappose e mescolò i diari di Cook e Joseph Banks con alcune sue personali suggestioni ottenendo una singola narrazione che sembrava far parlare Cook in prima persona. Il libro apparve nel 1773 in tre volumi dal titolo completo:
Il libro fu messo in vendita il 9 giugno 1773 ma la cattiva critica diffusa dalla stampa rese la pubblicazione un disastro personale per Hawkesworth; i recensori lamentarono il fatto che il lettore non avesse modo di discernere quale parte del racconto fosse da attribuire a Cook, quale a Banks e quale a Hawkesworth, mentre altri si dissero addirittura offesi dalle descrizioni esplicite degli incontri sessuali avuti dagli esploratori con i tahitiani. Cook era di nuovo in mare ancora prima che il libro fosse pubblicato e successivamente si dichiarò molto irritato da alcune opinioni che Hawkesworth gli aveva attribuito: decise quindi per il futuro di pubblicare egli stesso i propri diari.

## Le successive spedizioni
Nell'agosto 1771 James Cook fu promosso al grado di comandante della Royal Navy e nuovamente incaricato dalla Royal Society per un'ulteriore spedizione alla ricerca della leggendaria Terra Australis della cui esistenza, a dispetto di ogni evidenza del contrario, molti membri del circolo erano ancora convinti. Cook assunse il comando della HMS Resolution mentre il collega Tobias Furneaux fu messo al comando della HMS Adventure. Cook salpò nel 1772, circumnavigò il globo a una latitudine molto meridionale e fu il primo europeo a superare il circolo polare antartico il 17 gennaio 1773, raggiungendo i 71°10' Sud. Il suo rientro in patria smentì definitivamente l'esistenza della Terra Australis.
Al suo ritorno nel 1775 Cook ottenne un congedo con tutti gli onori dalla marina ma ciò non lo tenne lontano dal mare e dalla navigazione: un terzo viaggio alla ricerca del Passaggio a nord-ovest tra gli oceani Atlantico e Pacifico era già pianificato per l'anno successivo. Cook, di nuovo al comando della Resolution e accompagnato da Charles Clerke sulla HMS Discovery, avrebbe dovuto navigare attraverso il Pacifico verso est per tornare all'Atlantico mentre Richard Pickersgill sulla fregata Lyon avrebbe fatto il percorso contrario tentando la via dell'Atlantico. Cook fece tappa a Tahiti, quindi navigò verso nord e nel 1778 divenne il primo europeo a visitare le Hawaii che chiamò "Isole Sandwich". Dalle Hawaii esplorò la costa occidentale americana tracciando le mappe della linea litoranea dell'America settentrionale dalla California allo stretto di Bering che nonostante svariati tentativi si rivelò impenetrabile.

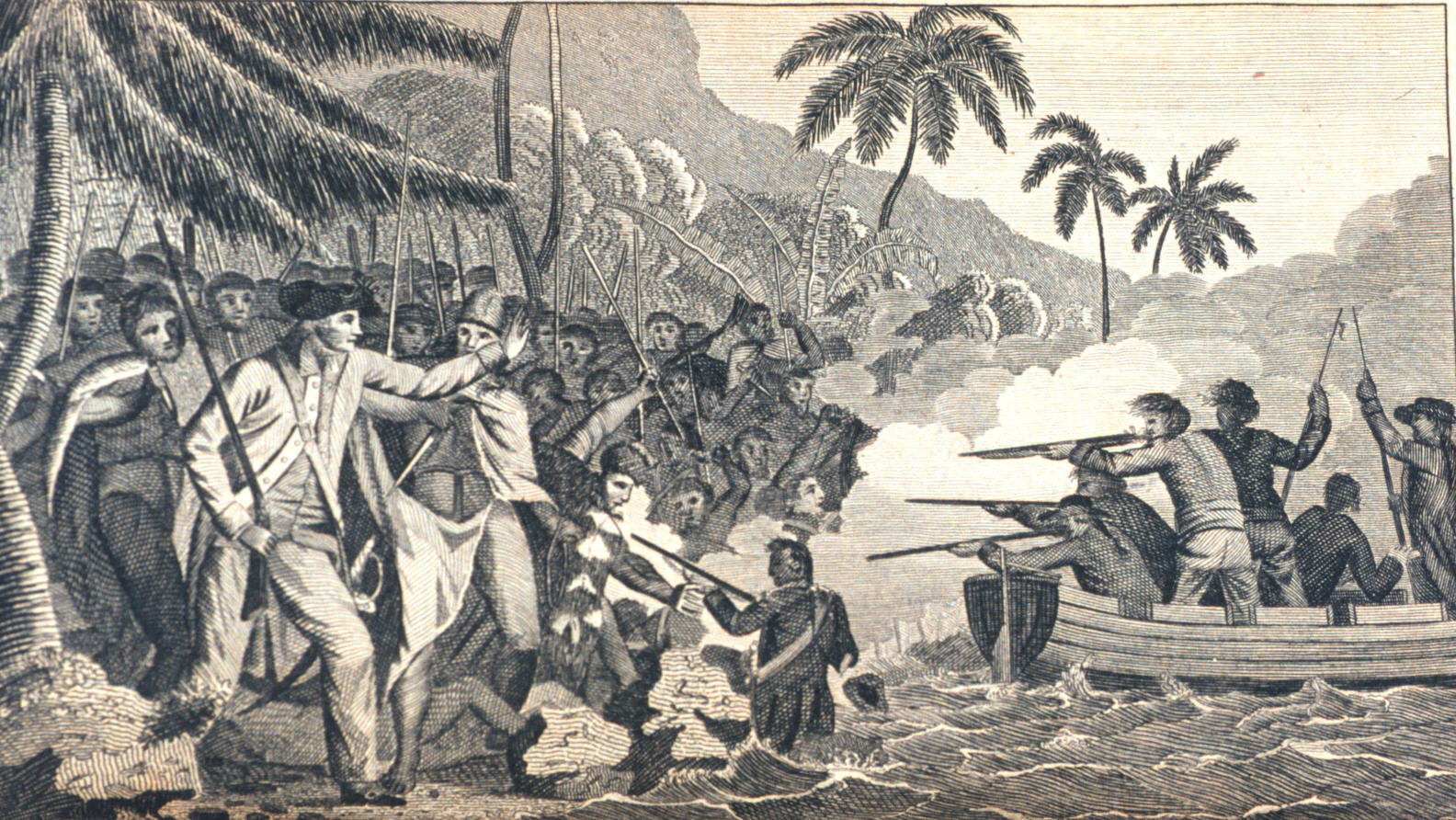
La morte di Cook

Cook tornò alle Hawaii nel 1779 dove, secondo alcune interpretazioni recentemente contestate, venne inizialmente scambiato per il dio hawaiano della fertilità Lono e celebrato come tale. Tuttavia il 14 febbraio alcuni indigeni rubarono una delle scialuppe e Cook ebbe un violento alterco con un folto gruppo di abitanti dell'isola: nella disputa furono esplosi alcuni colpi d'arma da fuoco ed egli venne accoltellato. Gli hawaiani si impadronirono quindi del corpo ma non fecero un gratuito scempio delle spoglie di Cook: seguendo la tradizione delle comunità tribali del tempo il corpo di Cook subì rituali funerari simili a quelli riservati ai capi e agli anziani più importanti della società hawaiana. Il corpo fu sventrato, cotto per facilitare la rimozione della carne e le ossa furono accuratamente ripulite per la conservazione come se fossero reliquie religiose. Alcuni resti furono poi restituiti agli inglesi per essere sepolti in mare dall'equipaggio. Il comando della spedizione fu assunto da Clerke che cercò invano di trovare il passaggio prima di morire a sua volta. Fu rimpiazzato da John Gore che riuscì a tornare con i superstiti della spedizione a Londra nell'ottobre 1780.

### Annotazioni
1. ↑  Al cambio attuale, considerando un potere d'acquisto della sterlina del tempo tra 93 e 114 volte superiore a quello moderno[18], si avrebbe un valore compreso tra le 265.000 e le 326.000 sterline.
2. ↑  Nella marina inglese con bark si denomina un brigantino a palo con tre alberi e vele quadre; in questo caso la nave aveva tre alberi a vele quadre, ma esisteva già in servizio una HMS (His Majesty's Ship, cioè "nave di sua maestà") Endeavour e quindi questa venne denominata His Majesty's Bark.
3. ↑  Sono istruzioni che, spesso in campo militare, non devono essere lette fino a un certo momento in modo da garantire la segretezza scritta.
4. ↑  Quiros era un fanatico religioso e appassionato sostenitore della teoria del continente meridionale.
5. ↑  Diversamente dalla convenzione civile e moderna che vuole che la data di ogni giorno inizi dopo la mezzanotte del giorno precedente e si concluda alla mezzanotte del giorno stesso, i turni di guardia (dogwatch) iniziavano a mezzogiorno e terminavano a mezzogiorno del giorno dopo.
6. ↑  Viaggiando verso ovest, bisogna rimettere all'indietro l'orologio di un'ora ogni volta che si è attraversato un fuso orario.
7. ↑  Questa data non ha bisogno di rettifiche: lo scontro si verificò, secondo il giornale di bordo, durante il pomeriggio del 29 aprile corrispondente al pomeriggio della data civile del 28 aprile, cioè quattordici ore a ovest del porto di partenza, che è oggi dieci ore a est dello stesso porto ventiquattr'ore dopo, quindi nella data civile moderna del 29 aprile.
8. ↑  In una nota del 2 maggio 1770, Isaac Smith, able seaman (nella Royal Navy del XVIII secolo era riferito a un marinaio con almeno due anni di esperienza in mare) a bordo della Endeavour, registrò che Hickes gli aveva dato le seguenti traduzioni del linguaggio indigeno: boorwee che significava "tre" ; warregal che significava "cane"; mareeyang che significava "uccello di grandi dimensioni"; mayanga che significava "volare"; gong che significava "sole"; eednarda che significava "luna"; padoo che significava "acqua"; bemall che significava "terra"; gooiyong che significava "fuoco".[79]
9. ↑  Alcuni uomini dell'equipaggio contrassero una non meglio specificata infezione polmonare[98]. Cook annotò che epidemie di vario genere erano scoppiate a bordo di ogni nave ormeggiata a Batavia e che «sembra un anno di Generale malattia in molte parti dell'India» e in Inghilterra.[98][99]
10. ↑  Cook parla di consunzione: nel XVIII e XIX secolo era una maniera generica per riferirsi solitamente alla tubercolosi.
11. ↑  Nevil Maskelyne fu molto critico specialmente nei confronti del defunto Charles Green che pure egli stesso aveva raccomandato[107]
12. ↑  Cook avrebbe usato un fucile a due colpi: per non uccidere gli indigeni avrebbe sparato una carica a pallini invece che a palla unica. L'hawaiano ferito si gettò su di lui e lo uccise[127].

### Fonti
1. ↑   AA. VV., Biblioteca italiana: o sia giornale di letteratura, scienze ed arti, LIX, Milano, 1830,  p. 132.
2. ↑   Lorenza Acquarone, Filippo Annunziata, Renzo Cavalieri, Giorgio F. Colombo, Mauro Mazza, Alba Negri, Luca Passanante, Giulia Rossolillo e Laura Sempi, Sistemi giuridici nel mondo, G. Giappichelli Editore, 2012,  pp. 186-190, ISBN 978-88-348-2809-0.
3. ↑  Hough 2013, cap. 8 "Venus Observed".
4. ↑  Rigby e van der Merwe 2002, p. 24.
5. ↑  (EN) Secret Instructions to Lieutenant Cook 30 July 1768 (UK), su foundingdocs.gov.au, National Library of Australia, 2005. URL consultato il 13 luglio 2014 (archiviato dall'url originale il 21 luglio 2008).
6. ↑  Lloyd's Evening Post, 3-5 agosto 1768, The St. James's Chronicle, 4-6 agosto 1768
7. ↑  Lincoln, p. 15.
8. ↑  Contenuto anche nel Lloyd's Evening Post del 19 agosto e nel The New York Journal del 3 novembre 1768.
9. ↑  (EN) The Boston Chronicle [Mass.], 12 September 1768.
10. ↑  (EN) Alexander Dalrymple, An Historical Collection of the Several Voyages and Discoveries in the South Pacific Ocean, Vol.I, Londra, 1767 e 1770, pp. XXVIII–XXIX.
11. 1 2   A General History and Collection of Voyages and Travels, Vol. 12, in Progetto Gutenberg., editore e introduzione di Robert Kerr, nota a piè di pagina 3.
12. ↑  (EN) Peter Joseph McDermott, Pacific Exploration [collegamento interrotto], in The Brisbane Courier, Brisbane Newspaper Company Ltd, 6 novembre 1878,  p. 5. URL consultato il 13 luglio 2014.
13. ↑  Rigby e van der Merwe 2002, p. 30.
14. 1 2  (EN) A.H. McLintock (a cura di), Ships, Famous, in An Encyclopedia of New Zealand, Ministry for Culture and Heritage/Te Manatū Taonga, Government of New Zealand, 1966.
15. ↑  Hosty e Hundley 2003, p. 41.
16. ↑  Blainey 2008, p. 17.
17. ↑  (EN) C. Knight, H.M. Bark Endeavour, in Mariner's Mirror, vol. 19, n. 3, Nautical Research Guild, 1933,  pp. 292-302, DOI:10.1080/00253359.1933.10655709.
18. ↑   Il valore della sterlina nel tempo - Grafico con dettaglio dal 1660 al 2004, su argentinglesi.com. URL consultato il 2 ottobre 2014.
19. ↑  Hosty e Hundley 2003, p. 61.
20. ↑  Marquardt 1995, p. 18.
21. ↑  Marquardt 1995, p. 13.
22. ↑  (EN) Wayne Orchiston, James Cook's 1769 transit of Venus expedition to Tahiti, International Astronomical Union, 2004,  pp. 52-66, DOI:10.1017/S1743921305001262.
23. ↑  (EN) Charles Richard Weld, A History of the Royal Society, with Memoirs of the Presidents, vol. 2, John W. Parker, 1848,  pp. 23-44.
24. ↑  Beaglehole 1968, p. 613 che cita i Minutes of the Royal Navy Victualling Board del 15 giugno 1768.
25. ↑  (EN) J.C. Beaglehole, Cook Journals vol.1, Cambridge, Hakluyt Society, 1968,  p. CCLXXIX, ISBN 0-85115-744-0.
26. ↑   M. Cameron-Ash, Lying for the Admiralty, Rosenberg, 2018,  p. 95, ISBN 978-0-648-04396-6.
27. ↑  Beaglehole 1968, p. 588.
28. ↑  Beaglehole 1968, p. CXXX.
29. ↑  Un antico ed ormai obsoleto grado di sottufficiale della Royal Navy. Lavery, p. 93.
30. ↑  Hough 1994, pp. 63-64.
31. ↑   Andrew Kippis, The Life Of Captain James Cook, Volume 1, su books.google.ie, 1789,  pp. 209-213.
32. ↑  (EN) Thomas Hockey, Katherine Bracher, Marvin Bolt, Virginia Trimble e Vari, Biographical Encyclopedia of Astronomers, Springer Science & Business Media, 2007,  p. 437, ISBN 978-0-387-30400-7.
33. ↑  (EN) Richard Holmes, The Age of Wonder: How the Romantic Generation Discovered the Beauty and Terror of Science - Joseph Banks in Paradise, Knopf Doubleday Publishing Group, 2009, ISBN 978-0-307-37832-3.
34. ↑  Beaglehole 1968, p. 4.
35. ↑  Beaglehole 1968, pp. 22-25.
36. ↑  James Poskett, Orizzonti, Una storia globale della scienza, 2022, pag.137, trad. Alessandro Manna, Einaudi, Torino, ISBN 978 8806 25148 2
37. ↑  (EN) Felicity Nussbaum, The Global Eighteenth Century, JHU Press, 2005,  p. 239, ISBN 0-8018-8269-9.
38. ↑  MacLean 1974, p. 54.
39. ↑  (EN) Rex Rienits e Thea Rienits, The voyages of Captain Cook, Londra, Hamlyn, 1968, ISBN 0-600-00619-0.
40. 1 2  (EN) Charles Herdendorf, Captain James Cook and the Transits of Mercury and Venus, in The Journal of Pacific History, vol. 21, n. 1, Taylor & Francis, gennaio 1986,  pp. 39-55.
41. ↑  (EN) April-June 1769, su captaincooksociety.com, Captain Cook Society. URL consultato il 26 giugno 2014.
42. ↑  (EN) Cook's Journal, Nla.gov.au, 13 aprile 1769.
43. ↑  (EN) Secret Instructions to Captain Cook, 30 June 1768 (PDF), su foundingdocs.gov.au, National Archives of Australia. URL consultato il 15 luglio 2014.
44. 1 2  Hough 1994, p. 182.
45. ↑  An Historical Collection of the Several Voyages and Discoveries in the South Pacific Ocean, vol 1, on Archive.org
46. ↑  (EN) John Darkin, From Cook to Convicts: A Voyage of Adventure, Mayhem and Discovery, Exisle Publishing, 2010,  pp. 16-19, ISBN 978-1-921497-77-3.
47. ↑  (EN) Vanessa Collingridge, Captain Cook, Random House, 2011,  p. 175, ISBN 978-1-4481-1716-1.
48. ↑  (EN) John Gore - The Quiet Mariner, su The Captain Cook Society, 2004. URL consultato il 29 agosto 2014.
49. ↑  Beaglehole 1968, pp. 253-357.
50. ↑  (EN) Christopher Kemp, Floating Gold: A Natural (and Unnatural) History of Ambergris, University of Chicago Press, 2012.
51. ↑  (EN) Cook Strait Discovery in An Encyclopaedia of New Zealand, su teara.govt.nz, A. H. McLintock. URL consultato il 17 settembre 2014.
52. ↑  (EN) M. Cameron-Ash, Lying for the Admiralty, Sydney, Rosenberg, 2018,  p. 137, ISBN 978-0-648-04396-6.
53. ↑  (EN) M. Cameron-Ash, Lying for the Admiralty, Sydney, Rosenberg, 2018,  pp. 139-145, ISBN 978-0-648-04396-6.
54. ↑  Beaglehole 1968, p. 290.
55. 1 2  (EN) James Cook, Captain Cook's Journal During the First Voyage Round the World, Londra, 1893.
56. ↑  Beaglehole 1968, pp. 272-273.
57. ↑  (EN) Lawrence Lipking e Leslie Ritchie, The Restoration and the Eighteenth Century: Topics - Travel, Trade and the Expansion of the Empire, su wwnorton.com, W.W. Norton and Company, 2010. URL consultato il 18 settembre 2014.
58. ↑  Beaglehole 1968, p. LXXVI. (EN) p. 332 John Harris, Navigantium atque Itinerantium Bibliotheca or A Complete Collection of Voyages and Travels, a cura di John Campbell, Londra, 1764.
59. 1 2  Wharton 2014, pp. 237-238.
60. 1 2  (EN) James Cook, Captain Cook's Journal During His First Voyage Round the World Made in H. M. Bark "Endeavour", 1768-71, a cura di Wharton, W. J. L, Progetto Gutenberg, 1º maggio 2005.
61. ↑  (EN) Navy Traditions and Customs, su history.navy.mil, Naval History and Heritage. URL consultato il 15 luglio 2014 (archiviato dall'url originale il 3 luglio 1998).
62. ↑  (EN) Military Rank, su friesian.com. URL consultato il 15 luglio 2014.
63. ↑  (EN) Arthur R. Hinks, Nautical time and civil date, in The Geographical Journal, vol. 86, n. 2, agosto 1935,  pp. 153-157.
64. ↑   COOK'S VOYAGE., in The Argus (Australia), Melbourne, Victoria, National Library of Australia, 6 novembre 1924,  p. 17. URL consultato il 16 luglio 2014.
65. 1 2   Margaret Cameron-Ash, Whitehall’s Secrets and Captain Cook, su captaincooksociety.com, 2014. URL consultato il 24 febbraio 2019.
66. ↑  (EN) J.C. Beaglehole, Journals vol.I, Cambridge, Hakluyt Society, 1968,  p. 299, ISBN 0-85115-744-0.
67. ↑  (EN) M. Cameron-Ash, Lying for the Admiralty, Sydney, Rosenberg, 2018,  pp. 148-154, ISBN 978-0-648-04396-6.
68. ↑   Lee Morton, Globe Trekker, Troubador Publishing Ltd, 2006,  p. 212, ISBN 978-1-905237-58-6.
69. ↑  (EN) Cook's Journal: Daily Entries, 22 Aprile 1770, su southseas.nla.gov.au. URL consultato il 2 agosto 2014.
70. ↑  (EN) Cook's Journal: Daily Entries, Nla.gov.au, 6 maggio 1770. URL consultato il 15 luglio 2014.
71. ↑  (EN) History of Australia, su nationsonline.org, Library of Congress. URL consultato il 18 settembre 2014.
72. ↑  (EN) AA.VV., A Banquet of Books - Collection Highlight Series - National Library of Australia collection highlights, National Library Australia, 2007,  p. 10, ISBN 978-0-642-27649-0.
73. ↑  (EN) The Voyage Of Governor Phillip To Botany Bay With An Account Of The Establishment Of The Colonies Of Port Jackson And Norfolk Island (1789), capitolo VI, John Stockdale, Piccadilly, 1789. URL consultato il 17 luglio 2014.
74. ↑  (EN) Cook's Descriptions of Places - New Holland (continued), su southseas.nla.gov.au, Nla.gov.au. URL consultato il 15 luglio 2014.
75. 1 2   AA. VV., Australia, The Lonely Planet, EDT srl, 2012,  p. 1170, ISBN 978-88-6040-966-9.
76. ↑  (EN) James Cook, XII, COOK'S DISCOVERY OF EASTERN AUSTRALIA, in Captain Cook's Journal During the First Voyage Round the World, Londra, 1893. URL consultato il 18 luglio 2014 (archiviato dall'url originale il 19 ottobre 2013).
77. ↑   Storia di un incontro, su swissglobal-am.it, 24 febbraio 2014. URL consultato il 15 luglio 2014 (archiviato dall'url originale il 23 ottobre 2014).
78. 1 2  Beaglehole 1968, p. 306.
79. ↑  (EN) Keith Vincent Smith, 1770: The Endeavour Lists: Forgotten Words from Botany Bay, in Australian Quarterly, vol. 75, n. 1, Australian Institute of Policy and Science,  pp. 32–37, 40. URL consultato il 6 settembre 2014.
80. ↑  Beaglehole 1968, pp. 343-345.
81. ↑   Shipping [collegamento interrotto], in The Brisbane Courier, Brisbane Newspaper Company Ltd, 13 ottobre 1873,  p. 2. URL consultato il 27 agosto 2008.
82. ↑  Robson 2004, p. 81.
83. ↑  (EN) Believe it or nuts., su word-detective.com, 11 settembre 1999. URL consultato il 15 luglio 2014.
84. ↑  (EN) Etymology of mammal names in English, su iberianature.com. URL consultato il 15 luglio 2014.
85. ↑  Cook's Log, pagina 1190, vol. 18, no. 3 (1995)
86. ↑  Williams 2004, p. 252.
87. ↑  (EN) Cook's Journal: Daily Entries, 24 agosto 1770, su southseas.nla.gov.au. URL consultato il 2 ottobre 2014.
88. ↑  (EN) Cook's Journal: Daily Entries, 15 ottobre 1770, su southseas.nla.gov.au. URL consultato il 18 settembre 2014.
89. ↑   Sabina Marchesi, James Cook alla scoperta della Terra Australe, su guide.supereva.it. URL consultato il 15 luglio 2014 (archiviato dall'url originale il 6 ottobre 2022).
90. ↑  (EN) Roddis Louis H., James Lind Founder of Nautical Medicine, London, WM. Heinemann, Medical Books LTD, 1951,  p. 80.
91. ↑  (EN) Ulrich Tröhler, James Lind and scurvy: 1747 to 1795, su jameslindlibrary.org, Università di Berna, 2000. URL consultato il 17 settembre 2014.
92. ↑  Beaglehole 1968, p. 74.
93. ↑  (EN) Desmond Wilcox, Ten Who Dared, Boston, Little, Brown, 1975, ISBN 0-913948-09-8.
94. ↑   Egon H. Kodicek, Captain Cook and scurvy, University of Cambridge and Medical Research Council,  pp. 46-49.
95. ↑  (EN) Cook's Journal: Daily Entries, 4 agosto 1770, su southseas.nla.gov.au. URL consultato il 17 settembre 2014.
96. ↑  Wharton 2014, p. xxi-xxii-xxiii-xxiv.
97. ↑  Beaglehole 1968, p. 426.
98. 1 2  Beaglehole 1968, p. 441.
99. ↑  Beaglehole 1968, pp. 458-459.
100. ↑  Te Ara entry
101. ↑  Beaglehole 1968, p. 591.
102. ↑  Beaglehole 1968, p. 471.
103. ↑   Karen Hesse, Stowaway, Simon and Schuster, 2000,  pp. 304-305, ISBN 978-0-689-83987-0.
104. 1 2  (EN) Cook's Journal: Daily Entries, 11 luglio 1771, su southseas.nla.gov.au. URL consultato il 17 settembre 2014.
105. ↑  Terry e Hall 2008, p. 74.
106. ↑   Charles Hutton, George Shaw e Richard Pearson (a cura di), The Philosophical Transactions of the Royal Society of London, from Their Commencement, in 1665, to the Year 1800: 1770-1776, C. and R. Baldwin, 1809,  pp. 173-178.
107. ↑   Charles Hutton, George Shaw e Richard Pearson (a cura di), The Philosophical Transactions of the Royal Society of London, from Their Commencement, in 1665, to the Year 1800: 1770-1776, C. and R. Baldwin, 1809,  pp. 173-178.
«Bisogna confessare che i risultati di queste osservazioni, la maggior parte delle quali sono state effettuate da Mr Green, differiscono tra loro e da quelle fatte dagli altri osservatori più di quanto dovrebbero fare, con quadranti della stessa dimensione e realizzati dallo stesso fabbricante, la causa di tutto, se non alla mancanza di accuratezza e di capacità di esprimersi dell'osservatore non so a cosa ascrivere. (N. Maskelyne)»
108. ↑  (EN) James Cook University, su AustralianUniversities.com.au. URL consultato il 18 settembre 2014 (archiviato dall'url originale il 7 ottobre 2014).
109. ↑  (EN) Peter Aughton, Endeavour: The Story of Captain Cook’s First Great Epic Voyage, su historytoday.com, History today, 1999. URL consultato il 18 settembre 2014 (archiviato dall'url originale il 17 ottobre 2014).
110. ↑   N. E. Currie, Constructing Colonial Discourse: Cook at Nootka Sound, 1778 - Edizione 48 di McGill-Queen's native and northern series, McGill-Queen's Press, 2005,  pp. 162-163, ISBN 978-0-7735-7297-3.
111. ↑  Villiers 1967, p. 151.
112. ↑  (EN) Ronald L Ravneberg, The Hawkesworth Copy, su captaincooksociety.com, Captain Cook Society. URL consultato il 15 luglio 2014.
113. ↑  Salmond 2011.
114. ↑  Hough 2013, cap. 9 "These people are Much Given to War".
115. ↑   Act I: The First Voyage, su libweb5.princeton.edu, Princeton University. URL consultato il 15 luglio 2014 (archiviato dall'url originale il 27 aprile 2016).
116. ↑  Hough 1994, p. 180.
117. ↑  McLynn 2011, p. 167.
118. ↑  Hough 1994, p. 248.
119. ↑  Hough 1994, p. 263.
120. ↑  Hough 1994, p. 268.
121. ↑  (EN) Ralph Jackson’s diary - Part 5: Richard Pickersgill, su The Captain Cook Society, 2000. URL consultato il 5 ottobre 2014.
122. ↑  Collingridge 2003, p. 380.
123. ↑  Williams 2004, p. xxvi.
124. ↑  Obeyesekere 1992.
125. ↑  Obeyesekere 1997.
126. ↑  Sahlins 1985.
127. ↑  (FR) Stéphane Audeguy, In Memoriam, Parigi, Gallimard, 2008,  pp. 9-10, ISBN 978-2-07-012319-3.
128. ↑  (EN) James Cook - The Death of Cook, su ageofex.marinersmuseum.org, The Mariners’ Museum and Park. URL consultato il 26 agosto 2014 (archiviato dall'url originale il 27 agosto 2014).
129. ↑  (EN) Stephen Askwith, Fine White Cannibals, Lulu.com,  p. 27, ISBN 978-1-4475-0303-3.
130. ↑  Collingridge 2003, p. 413.
131. ↑  Rigby e van der Merwe 2002, p. 61.